# Lophostemoneae
Lophostemoneae é uma tribo pertencente à família das mirtáceas. Tem os seguintes géneros:

## Géneros
- Kjellbergiodendron - Burret
- Lophostemon - Schott
- Welchiodendron - Peter G.Wilson & J.T.Waterh.
- Whiteodendron - Steenis